# Предварительные выборы (фильм)
Предварительные выборы (англ. Primary) — документальный фильм 1960 года, созданный Робертом Дрю, Ричардом Ликоком, Альбертом Мэйслесом и Д. А. Пеннебейкером. Фильм снят в эстетике «прямого кино» (англ. direct cinema) и стал прорывом в области документального кинематографа (во многом благодаря значительному увеличению мобильности съёмочной группы, достигнутому за счёт использования более лёгкого и менее громоздкого видео- и звукозаписывающего оборудования, а также новаторским формам монтажа).
Фильм изображает борьбу кандидатов от Демократической партии США Хьюберта Хамфри и Джона Кеннеди за право стать единым кандидатом на Президентских выборах 1960 года.
В 1990 году фильм был внесён в Национальный реестр фильмов США как имеющий культурное, историческое или эстетическое значение. Роль фильма в эволюции документального кинематографа была исследована в фильме Cinéma Vérité: Defining the Moment.